# Дольман, Георг фон
Гео́рг Карл Ге́нрих фон До́льман (нем. Georg Carl Heinrich von Dollmann; 21 октября 1830, Ансбах — 3 марта 1895, Мюнхен) — немецкий архитектор.

## Биография
Георг Карг Генрих фон Дольман родился в семье государственного служащего Пауля фон Дольмана (1783—1852) и Марии Маргариты фон Дольман (урождённой Эберт; 1788—1859). Обучался с 1846 года в Мюнхенской политехнической школе и Мюнхенской художественной академии. В 1854 году он поступил на работу в строительный отдел железной дороги. Работал в качестве окружного инженера на строительстве государственных железнодорожных сооружений. В это же время он работал в качестве художественного ассистента у архитектора Лео фон Кленце.
После смерти Кленце 7 января 1864 года Дольману было поручено завершение Зала освобождения в Кельхайме, расширение русско-греческой капеллы в Баден-Бадене и расширение ассирийского зала в мюнхенской Глиптотеке. Его первой самостоятельной работой стала неоготическая приходская церковь Святого Креста в мюнхенском районе Гизинг (1865—1868).
Основная деятельность фон Дольмана проходила под эгидой короля Баварии Людвига II, первые заказы от которого он получил в 1868 году. В 1872 году фон Дольман был назначен придворным архитектором, а в 1875 году возглавил королевское строительное управление. Фон Дольман сумел получить одобрение эксцентричного правителя для сооружения необычных для своей эпохи зданий: с 1874 по 1879 годы он строил для короля дворец Линдерхоф, в архитектуре которого явно видно влияние Версаля. С 1873 по 1886 годы он создал подобные же «версальские проекты», которые были воплощены в другом дворце — Херренкимзе. Несмотря на то, что проект са́мого известного дворца Людвига II — романтического за́мка Нойшванштайна обычно приписывают другому архитектору, Эдуарду фон Риделю, проекты многих деталей были выполнены фон Дольманом, который также отвечал за ход строительства замка.
Проект архитектурного ансамбля Нойшванштайна предполагал строительство пяти зданий: донжона и подъездных ворот, дворца, женских покоев, рыцарского дома. Строительство подъездных ворот и основного здания дворца началось в 1869 году и завершилось в 1873 году, в этом же году приступили к внутренней отделке королевских покоев. Вследствие Франко-прусской войны 1870-71 годов строительство было ненадолго заморожено и возобновлено в 1873 году под руководством Георга Дольмана, сменившего Эдуарда Риделя.
В 1884 году Георг фон Дольман отошёл от дел. Он скончался в Мюнхене 3 марта 1895 года.

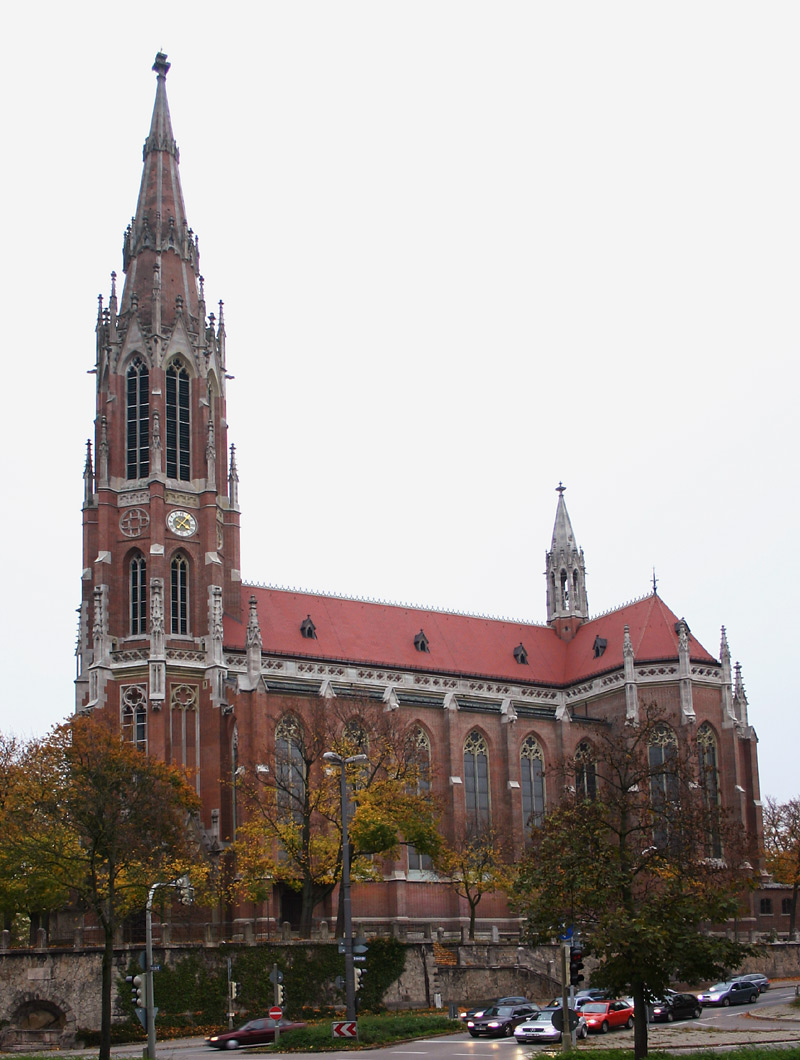
Церковь Святого Креста[нем.] в Мюнхене
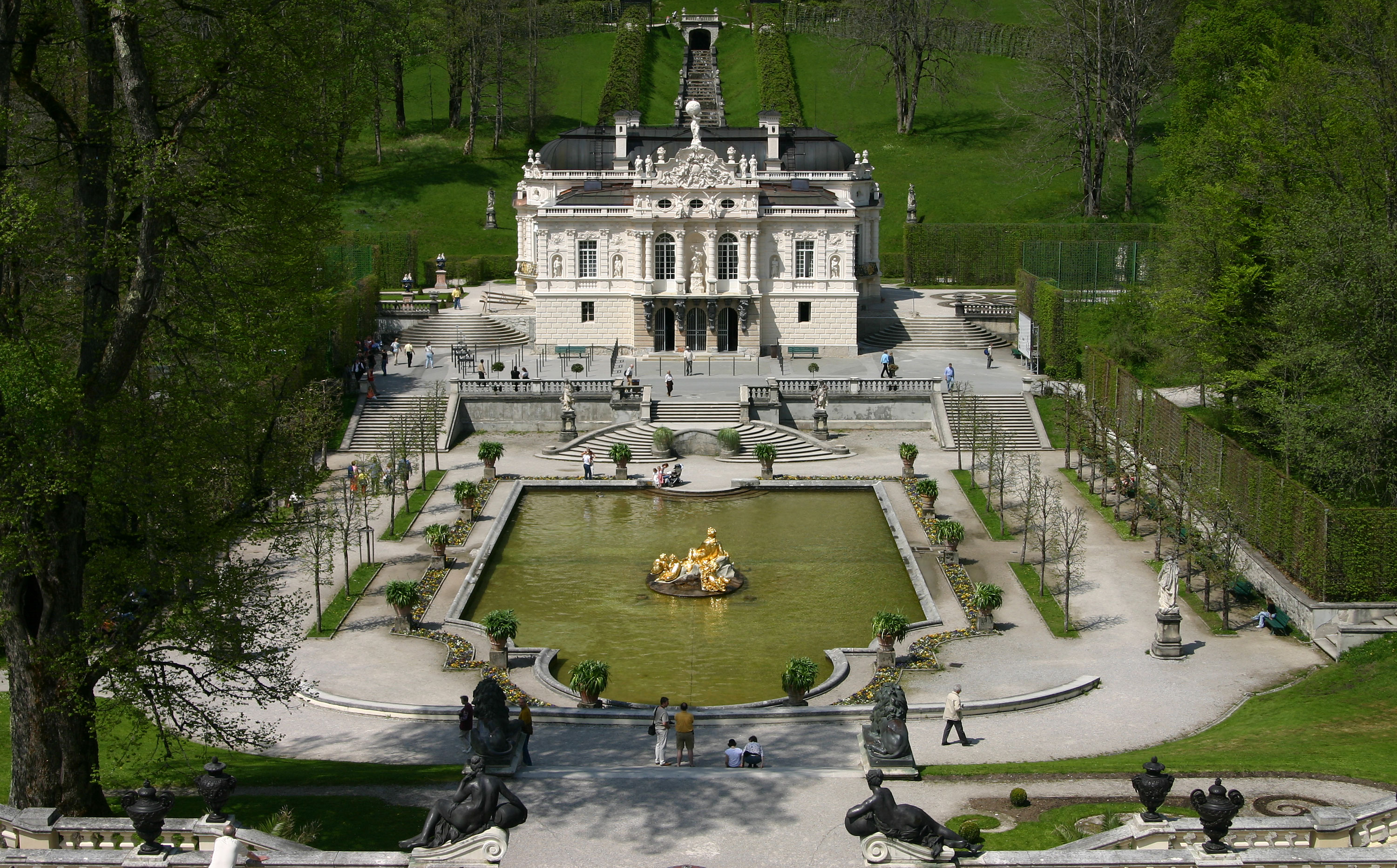
Дворец Линдерхоф
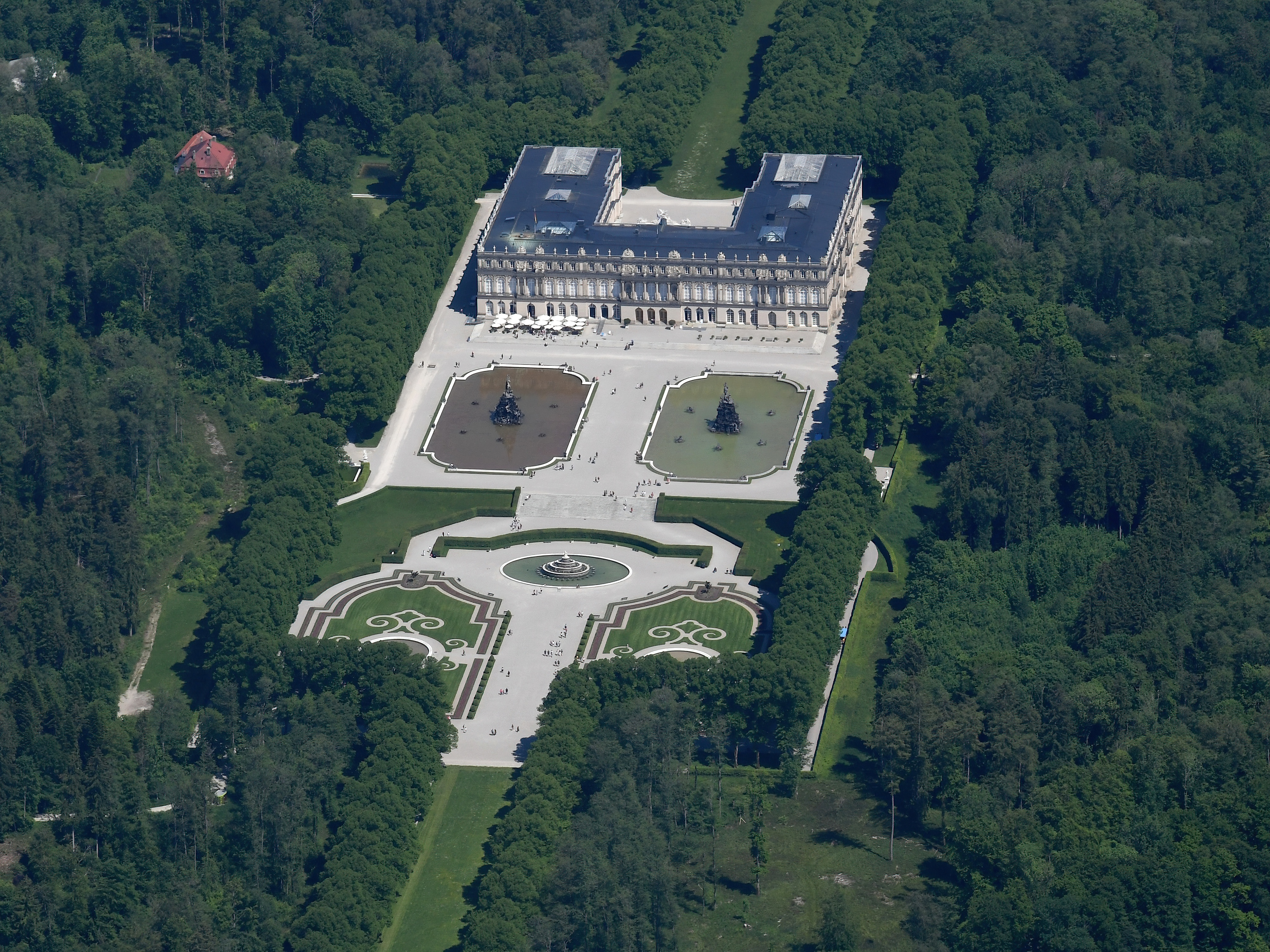
Дворец Херренкимзе
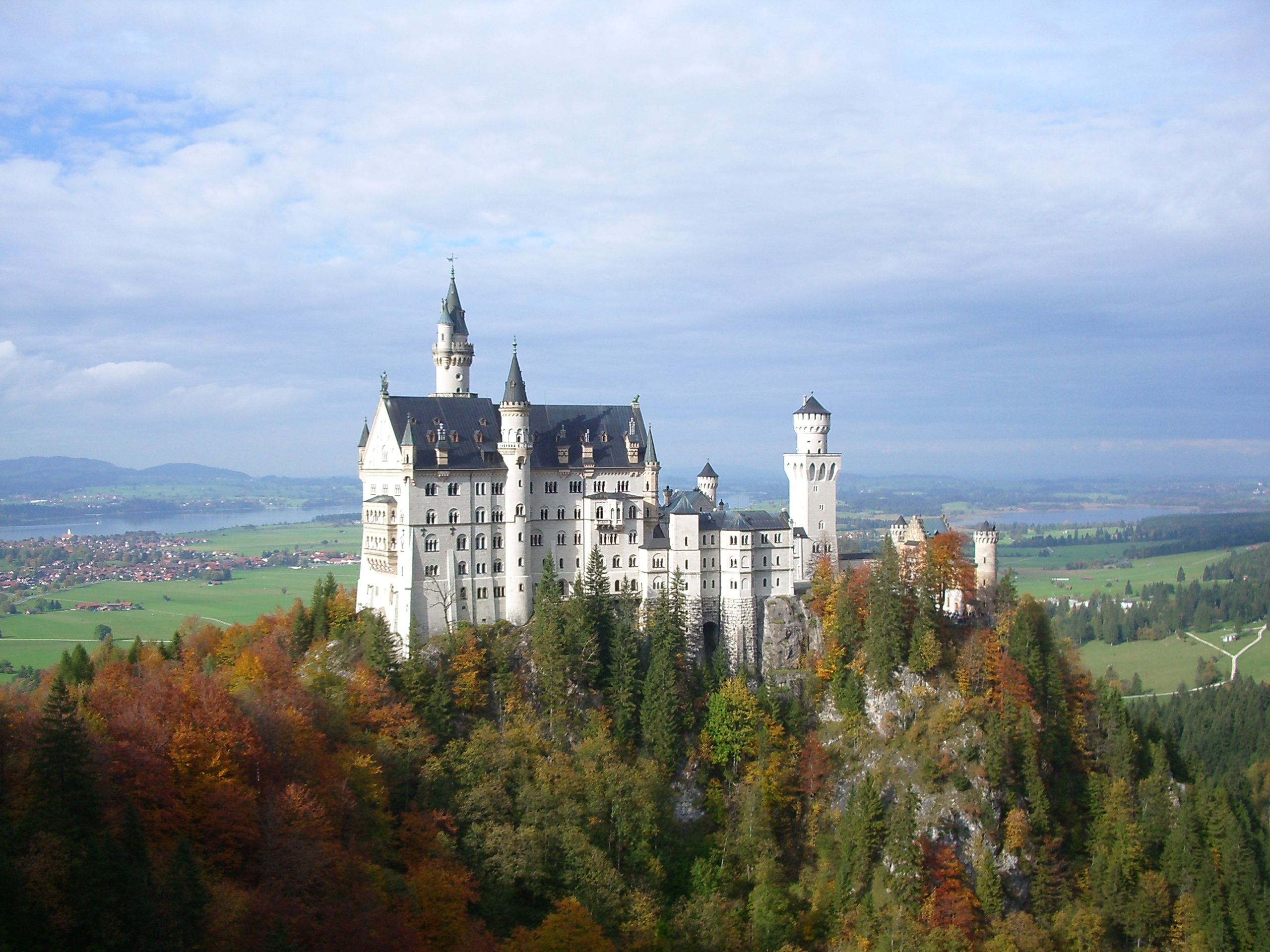
Замок Нойшванштайн